# Brücke Kayes
Die Brücke in der Stadt Kayes (französisch Pont de Kayes) im Westen des Staates Mali ist eine bedeutende Querung über den Fluss Senegal. 
Die Brücke ist eine Plattenbrücke mit Fachwerkversteifung aus Stahl und steht auf mehreren Pfeilern aus Beton. Sie hat eine Länge von etwa 430 Metern. Über die Brücke führt die zweistreifige Route nationale 1 (RN1), die von Bamako in den Staat Senegal nach Dakar führt. Die Brücke wurde an der Stelle einer bestehenden Furt errichtet. Seit Mai 2016 dürfen 40-Tonnen-LKW die baufällige Brücke nicht mehr benutzen und müssen deshalb wieder durch die alte Furt fahren. Dem LKW-Fernverkehr wird empfohlen, die Brücke weiträumig zu umfahren und statt der RN1 die weiter südlich liegende Verbindung über Kita und Manantali zu benutzen.